# Dmitri Borissowitsch Glinka

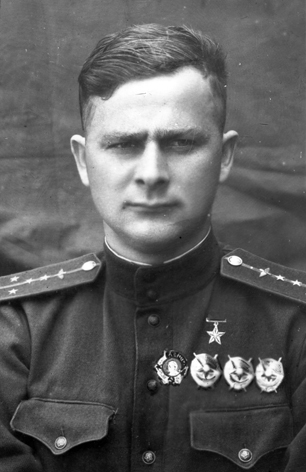

Dmitri Borissowitsch Glinka (russisch Дмитрий Борисович Глинка, ukrainisch Дмитро Борисович Глінка; * 27. Novemberjul. / 10. Dezember 1917greg. in Alexandrow-Dar, heute Oblast Dnipropetrowsk; † 1. März 1979) war ein sowjetischer Jagdflieger.

## Leben
Glinkas Vater war ein ukrainischer Bergmann. 1939 absolvierte Glinka die Militärfliegerschule in Katschinsk. Im Deutsch-Sowjetischen Krieg flog er von Januar 1942 bis Kriegsende im Südabschnitt der Front. Er führte 300 Gefechtsflüge durch, bei denen er 90 Luftkämpfe bestritt und dabei 50 feindliche Flugzeuge abschoss. Bei den Luftkämpfen über dem Kuban-Brückenkopf zeichnete er sich besonders aus. Er war Verfechter der „freien Jagd“.
Er war zweifacher Held der Sowjetunion (21. April 1943 und 24. August 1943) und fünfmal Träger des Rotbannerordens. 1942 wurde er Mitglied der KPdSU.
Nachdem er 1960 in die Reserve versetzt worden war, schrieb er Artikel für die Fachpresse und arbeitete in der Zivilluftfahrt und unter Jugendlichen.